# Inalcanzable (álbum de Lola Ponce)
Inalcanzable es el álbum debut de Lola Ponce, lanzado en 2001.